# وزغ یوزمیتی
وزغ یوزمیتی (نام علمی: Anaxyrus canorus) نام یک گونه از خانواده وزغ‌های راستین است.